# Saint-Germain-Chassenay
Saint-Germain-Chassenay là một xã của tỉnh Nièvre, thuộc vùng Bourgogne-Franche-Comté, miền trung nước Pháp.